# 邢抱朴
邢 抱朴（けい ほうぼく、? - 統和22年2月12日（1004年3月5日））は、遼（契丹）の学者・政治家。本貫は応州。

## 経歴
刑部郎中の邢簡と陳氏のあいだの子として生まれた。母の陳氏に五経の教えを受け、学問を好み、古代のことに詳しかった。保寧初年、政事舎人となり、翰林学士に累進した。統和3年（985年）1月、礼部侍郎・知制誥となった。統和4年（986年）、山西の州県の治安が悪化していたため、抱朴は雲州宣諭招撫使となり、戸部尚書の位を加えられた。翰林学士承旨に転じ、室昉とともに実録の修撰にあたった。
統和9年（991年）、地方の刑事裁判が滞っていたので、李嗣・劉京・張幹・呉浩らとともに諸道に分かれて溜まった案件を処理して帰還した。統和12年（994年）7月、参知政事に任命された。枢密使の韓徳譲の推薦により、地方の守令を監察して人事評価をおこなった。母の喪に服すために辞職したが、統和13年（995年）に再び起用された。統和14年（996年）、耶律休哥が南京留守となると、また刑事裁判が滞ったので、抱朴が召されて案件を処理した。統和20年（1002年）7月、南院枢密使に転じた。
統和22年2月丙寅（1004年3月5日）、死去した。侍中の位を追贈された。
弟の邢抱質もまた儒学で知られ、侍中に上った。

## 伝記資料
- 『遼史』巻80 列伝第10